# Monographien afrikanischer Pflanzen-Familien und -Gattungen
Monographien afrikanischer Pflanzen-Familien und -Gattungen (abreviado Monogr. Afrik. Pflanzen.-Fam.) es un libro con ilustraciones y descripciones botánicas que fue escrito por el botánico alemán Adolf Engler y publicado en 5 volúmenes en los años 1898 a 1904